# FIRST Rotterdam
FIRST Rotterdam is een 128 meter hoog kantoorgebouw in de Nederlandse stad Rotterdam. Het was in 2016 het op zeven na hoogste gebouw van de stad. De toren is gesitueerd aan het Weena in de Rotterdamse binnenstad tegenover het Groot Handelsgebouw. Het gebouw telt 31 bovengrondse en twee ondergrondse verdiepingen. Het bruto-vloeroppervlak van het kantoorgebouw bedraagt 47.000 m² exclusief de parkeergarage.

## Geschiedenis
Het complex werd ontwikkeld door FIRST Rotterdam CV, een samenwerkingsverband van Maarsen Groep en MAB Development. Zij schakelden in 2009 de firma de Architekten Cie. in. Branimir Medić en Pero Puljiz waren de projectarchitecten. FIRST Rotterdam was de eerste fase van de herontwikkeling van het kantorencomplex Weenapoint en omvat bijna de helft van de vloeroppervlakte van de herontwikkeling, die naast kantoren ook appartementen bevat. Voorafgaand aan de bouw hadden NautaDutilh en Robeco huurcontracten getekend, maar bij de aanvang van de bouw was voor een deel van het gebouw nog geen huurder gevonden.

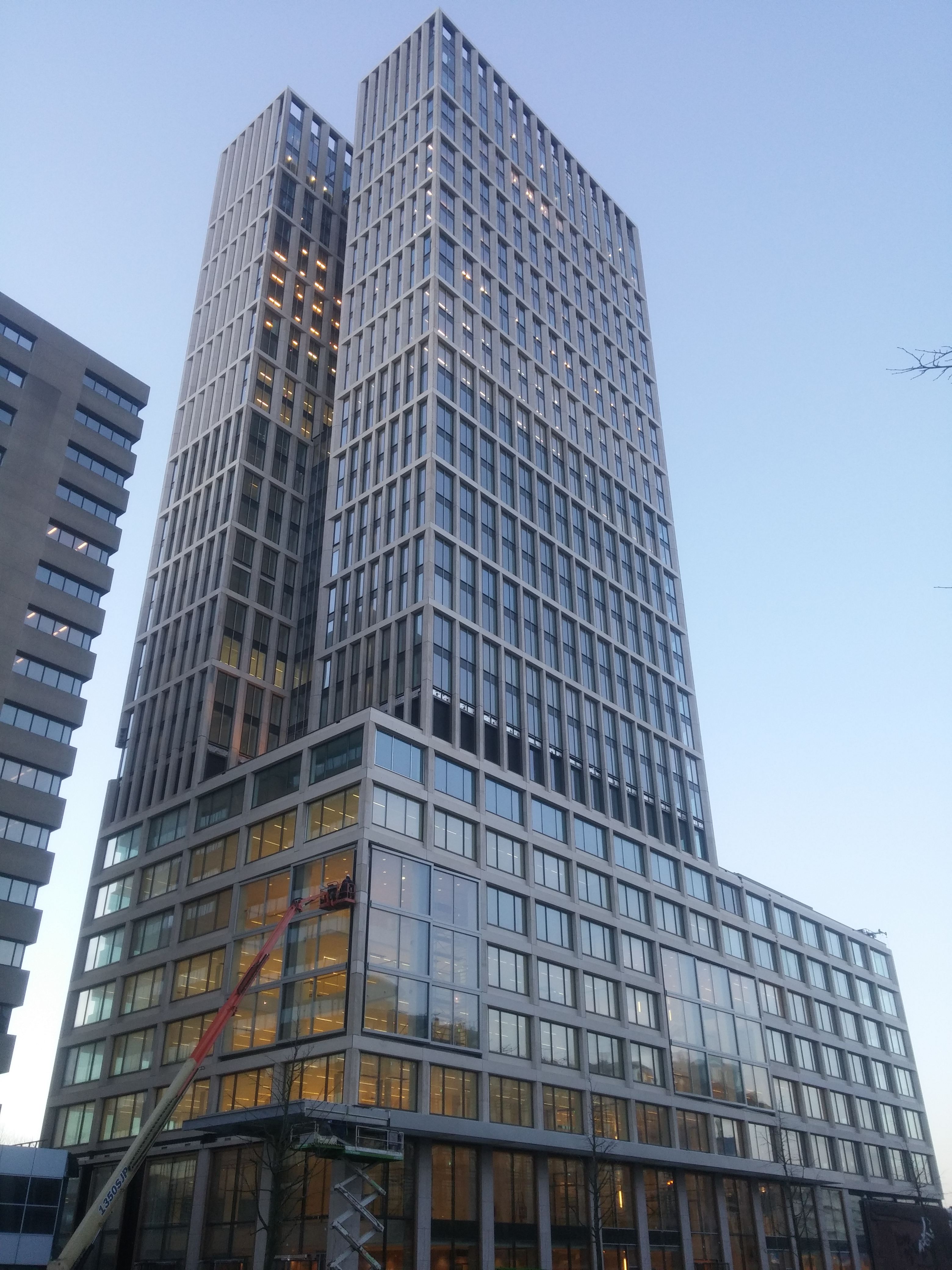
First Rotterdam afbouw, dec. 2015

In september 2012 werd begonnen met de sloop van een uit 1955 stammend kantoorgebouw met drie verdiepingen om plaats te maken voor FIRST Rotterdam. Het bakstenen kunstwerk Wall Relief no. 1 van Henry Moore maakte deel uit van dit kantoorgebouw en werd tijdelijk verplaatst naar het binnenterrein van het Weenapoint. Op 16 januari 2015 werd het kunstwerk onderdeel van FIRST Rotterdam.
De bouw begon in december 2012 met een ceremonie, waarbij wethouder Hamit Karakus aanwezig was. De bouw werd uitgevoerd door Bouwcombinatie FIRST bestaande uit de bedrijven Boele & Van Eesteren en Wessels Zeist. Beide bedrijven zijn in handen zijn van Koninklijke Volker Wessels Stevin. Voor het maken van de fundering werd een bouwkuip gemaakt, die bestond uit damwanden en stempelramen. Daarmee was in november 2012 begonnen. Bij het plaatsen van de damwanden moest rekening worden gehouden met het naastgelegen monumentale koepelgebouw. Na het plaatsen van de damwanden werd de kelder van het voormalige kantoorgebouw gesloopt en daarna werd daar de parkeergarage gebouwd. In februari 2014 was de fundering gereed.
Tijdens de bouw werd per drie dagen één nieuwe verdieping aan het gebouw toegevoegd. Op 8 juli 2015 werd het hoogste punt van FIRST Rotterdam bereikt. Aan het eind van datzelfde jaar werd het gebouw opgeleverd. De bouw was begroot op ongeveer €80 miljoen.

## Architectuur

### Exterieur
FIRST Rotterdam bestaat uit een plintgebouw, dat FIRST XL wordt genoemd, met een hoogte van 35 meter met op het oostelijke deel daarvan de toren, die FIRST Tower wordt genoemd. De toren heeft een verschoven H-plattegrond. Het gebouw wordt voornamelijk ondersteund door zijn kern en een dragende sandwichgevel. De kern, de vloeren en de gevel bestaan alle drie uit geprefabriceerd beton, waardoor de bouw relatief snel verliep. De kern en de gevel worden met elkaar verbonden door middel van een wand, die twee verdiepingen hoog is, op de 19e en 20e verdieping, een zogenaamde outriggerconsctructie.

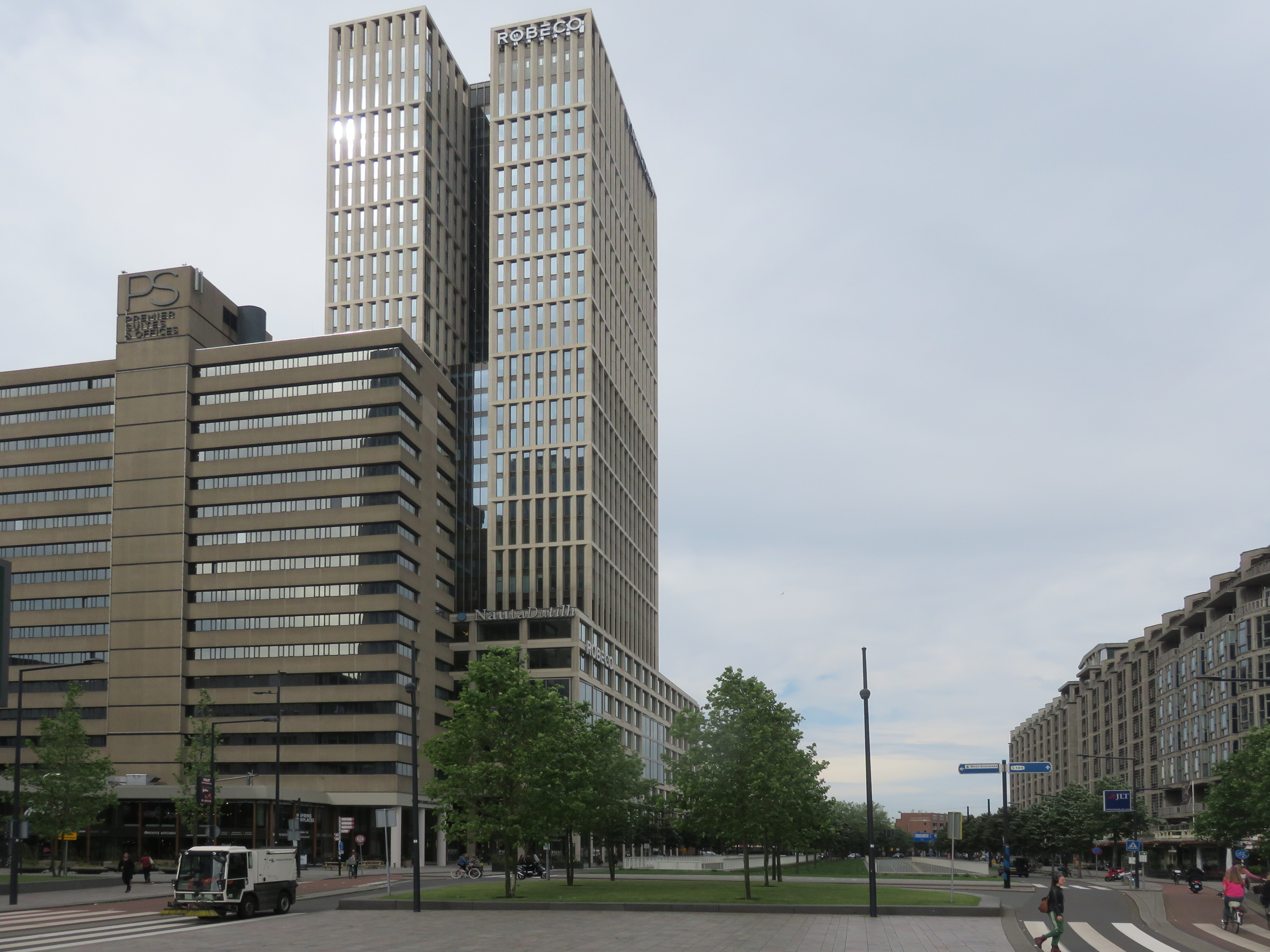
FIRST Rotterdam aan de Weena tegenover Groothandelsgebouw, 2019

De kern huisvest onder andere de liftschachten en het trappenhuis. De dragende gevel is bekleed met natuursteen, composietbeton en glas. De langgerekte vensters van de gevel liggen verdiept tussen natuurstenen ribben. Het ontwerp van de gevel is geïnspireerd op het Groothandelsgebouw, dat aan de andere kant van de straat ligt. Helemaal onderaan de gevel bevindt zich het kunstwerk Wall Relief no. 1, dat uit 16.000 klinkers bestaat. De twee onderste verdiepingen lopen aan de zuidkant schuin naar binnen toe, zodat het monumentale koepelgebouw van het voormalige Bouwcentrum niet gesloopt hoefde te worden. Het gebouw rust op ruim 750 vibrocombinatiepalen met daarbovenop funderingsbalken. Deze funderingspalen bevinden zich in een zandgrond.

### Interieur
Onder in de wolkenkrabber bevindt zich de ondergrondse parkeergarage van twee verdiepingen. De garage telt 185 parkeerplaatsen en heeft een oppervlakte van 7.400 m². Daarbovenop staat het plintgebouw, dat acht verdiepingen telt. Dit plintgebouw wordt gekenmerkt door een atrium, dat net zo hoog is als het plintgebouw, en enkele grote ramen met daarachter vides. De onderste twee verdiepingen worden gekenmerkt door grote ramen en bevatten lobby's en publieke ruimtes, zoals een restaurant en een kunstgalerie. In totaal wordt 800 m² in het gebouw in beslag genomen door commerciële ruimtes, waarvan de helft horeca. Ook bevindt zich op de begane grond aan de oostkant van het gebouw een serre, die FIRST Rotterdam met het naastgelegen kantoorgebouw verbindt. Deze serre wordt eveneens gebruikt als windscherm en als entree van het binnenhof van het complex, dat over een tuin beschikt.
De verdiepingen in het plintgebouw hebben een verhuurbare oppervlakte van 2.300 m². De verdiepingen in de toren  hebben een verhuurbare oppervlakte van tussen de 950 en 1.100 m². De eerste verdiepingen werden verhuurd aan Robeco (16.000 m²), dat op de acht onderste kantoorverdiepingen zijn hoofdkantoor heeft, en advocatenkantoor NautaDutilh (10.000 m²), dat de bovenste verdiepingen huurt. NautaDutilh had al voor de nieuwbouw een kantoor op deze locatie. Bij gereedkomen in 2016 was nog geen huurder gevonden voor de verdiepingen tien tot en met achttien, samen een vloeroppervlakte van 9.000 m².
Uiteindelijk vestigde Rabobank Rotterdam zich in 2019 op de verdiepingen 12 tot en met 16. Op de overige verdiepingen werden (delen) van vloeren verhuurd aan diverse organisaties. De bovenste verdiepingen zijn in gebruik als ontvangstruimtes, vergaderzalen, een restaurant en een bar. De horecagelegenheden beschikken over dakterrassen.

### Duurzaamheid
FIRST Rotterdam ontving wegens zijn duurzaamheid een "Excellent-certificaat" van BREEAM-NL. De belangrijkste duurzame installaties omvatten ongeveer 200 zonnepanelen, die zich op het dak van het gebouw bevinden, en een ondergrondse koude-warmteopslag, die het gehele gebouw verwarmt en koelt. De warmte-koudeopslag is gerealiseerd door Eneco. Warmte en koude worden gehaald uit twee warme en twee koude ondergrondse bronnen, waarvan de diepste zich tussen de 225 en 230 meter onder het maaiveld bevindt. De warmte en koude wordt verplaatst door middel van een warmtepomp, die gesitueerd is in de ondergrondse parkeergarage. Voor het geval dat verwarming verkoeling uitvallen is de kantoortoren ook aangesloten op het stadsnetwerk, dat zijn warmte krijgt van een centrale die afval verwerkt.
Andere factoren waardoor het gebouw het keurmerk ontving waren onder andere het grijswatercircuit, dat regenwater gebruikt voor de spoeling van toiletten, zijn groene dak en zijn ligging dicht bij het station, waardoor het gebouw goed bereikbaar is met het openbaar vervoer.